# Kelly Rutherford
Kelly Rutherford (født 6. november 1968 i Elizabethtown, Kentucky, USA) er en amerikansk skuespiller, som blandt andet er kendt fra rollerne som Megan i tv-serien Melrose Place og som Lily van der Woodsen i tv-serien Gossip Girl.

## Filmografi i udvalg
- 1989–1991 – Generations (tv-serie)
- 1991 – 1993 - Kærlighedens vinde (tv-serie)
- 1994 – I Love Trouble
- 1996 – No Greater Love (tv-film)
- 1996 – Vampyrernes hemmelighed (tv-serie)
- 1996 – 1999 – Melrose Place (tv-serie)
- 2000 – Scream 3
- 2005 – E-Ring (tv-serie)
- 2007 – Gossip Girl (tv-serie)
- 2014 – Bones (tv-serie)
- 2017 – Gone (tv-serie)